# Åsbyåsens naturreservat
Åsbyåsens naturreservat är ett naturreservat i Strängnäs kommun i Södermanlands län.
Området är naturskyddat sedan 2019 och är 10 hektar stort. Reservatet omfattar Åsbyåsen söder om Åsby och en lite bit norr därom. Reservatet besår av hävdpräglad torräng utmed åsen och hagmark utmed åsens sidor.